# Gwent

Gwent

Gwent is een der behouden graafschappen van Wales. Het is nu verdeeld in vijf bestuurlijke hoofdgebieden: Blaenau Gwent, Caerphilly, Monmouthshire, Newport en Torfaen.